# Parmotrema hensseniae
Parmotrema hensseniae är en lavart som beskrevs av Krog. Parmotrema hensseniae ingår i släktet Parmotrema och familjen Parmeliaceae.   Inga underarter finns listade i Catalogue of Life.